# Франко, Хуан Карлос
Хуан Карлос Франко (исп. Juan Carlos Franco; родился 17 апреля 1973 года в Асунсьоне, Парагвай) — парагвайский футболист, защитник. Участник Чемпионата Мира 2002 года в составе сборной Парагвая.

## Клубная карьера
Всю свою карьеру Хуан Карлос провел в клубе «Олимпия». В составе команды он провел 14 сезонов. Франко является одним из самых успешных парагвайских футболистов на клубном уровне. Он стал шестикратным чемпионом Парагвая, а также выиграл Кубок Либертадорес и Рекопу Южной Америки. В 2005 году Хуан Карлос завершил карьеру профессионального футболиста.

## Международная карьера
В 1997 году Франко дебютировал в сборной Парагвая. В 2002 году он был включен в заявку на участие в Чемпионате Мира во Японии и Южной Корее. На турнире он был запасным футболистом, но принял участие в матчах против сборных ЮАР и Словении, появившись на поле в конце встреч.

## Достижения
Командные
 «Олимпия Асунсьон»
- Чемпионат Парагвая по футболу — 1993
- Чемпионат Парагвая по футболу — 1995
- Чемпионат Парагвая по футболу — 1997
- Чемпионат Парагвая по футболу — 1998
- Чемпионат Парагвая по футболу — 1999
- Чемпионат Парагвая по футболу — 2000
- Обладатель Кубка Либертадорес —— 2002
- Обладатель Рекопа Южной Америки —— 2003